# Julia Caesaris minor (zus van Julius Caesar)
Julia Caesaris minor (101 v.Chr.-51 v.Chr.) was de jongste van Gaius Julius Caesars twee oudere zussen. Haar ouders waren Gaius Julius Caesar Strabo en Aurelia Cotta.
Zij huwde Marcus Atius Balbus, een praetor die uit een senatoriale familie van plebejische afkomst afkomstig was. Julia schonk Balbus drie dochters. Haar dochter Atia Balba Caesonia, was moeder van een dochter Octavia Thurina minor en een zoon, Gaius Octavius Thurinus, die onder de naam Augustus de eerste princeps van Rome zou worden. Haar dochter Atia Balba Tertia was de moeder van Marcia.
Julia en haar moeder, Aurelia Cotta, zouden voor het gerechtshof een gedetailleerd verslag van de affaire tussen Pompeia Sulla (haar schoonzuster) en Publius Clodius Pulcher. Caesar scheidde omwille van dit schandaal van Pompeia. Balbus stierf in 52 v.Chr. en Julia stierf een jaar later. Julia’s jongste kleinzoon en -kind Gaius Octavius (de latere princeps Augustus) leverde ter hare ere op de leeftijd van 12 jaar een lijkrede af tijdens haar begrafenis.